# بروميليا هشة
بروميليا هشة (الاسم العلمي:Bromelia fragilis) هو نوع نباتي يتبع جنس البروميليا من فصيلة البروميلية.